# Liste der Äbte und Administratoren der Abtei Hersfeld

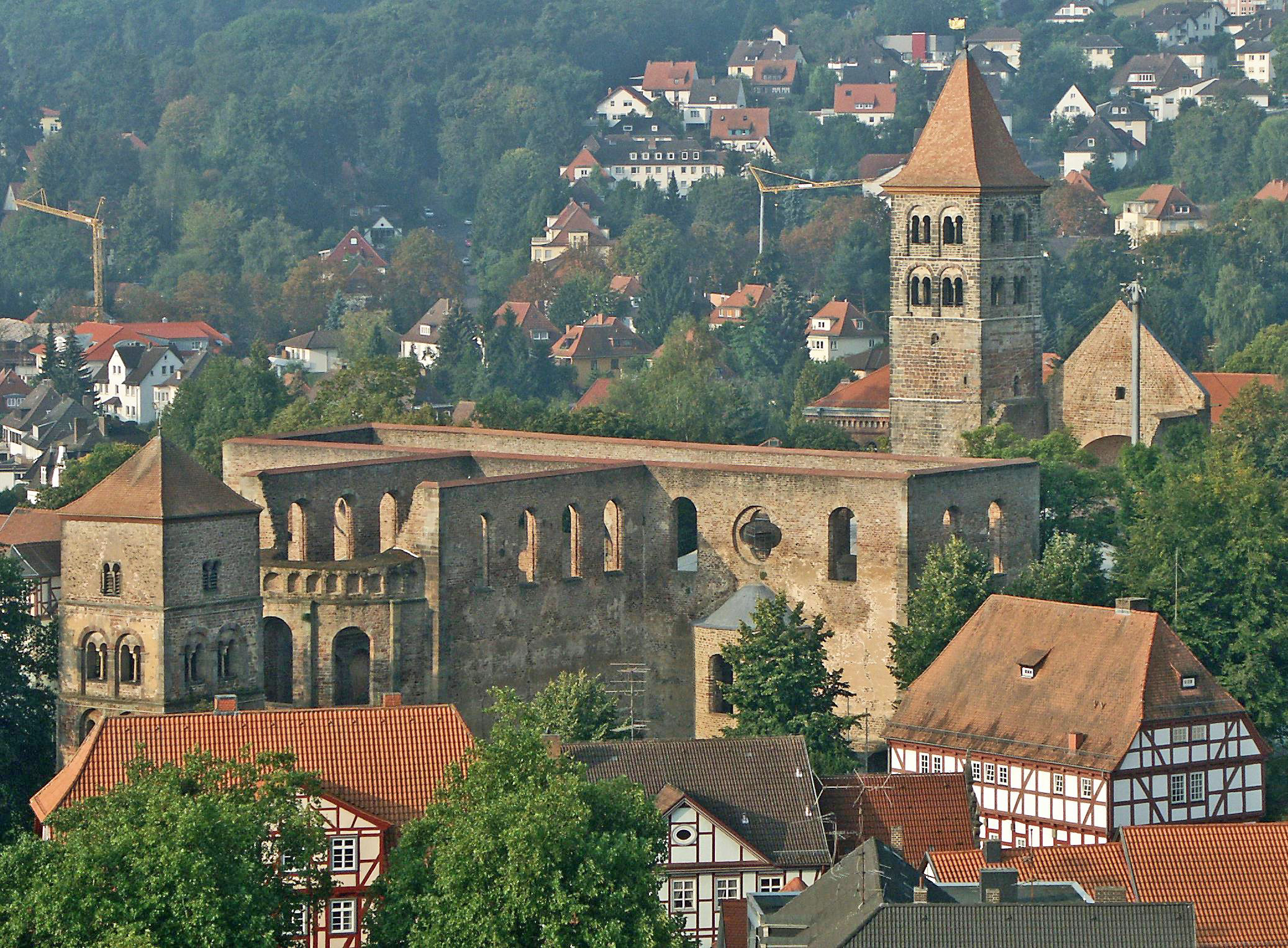
Stiftsruine Bad Hersfeld, die Klosterkirche der Reichsabtei

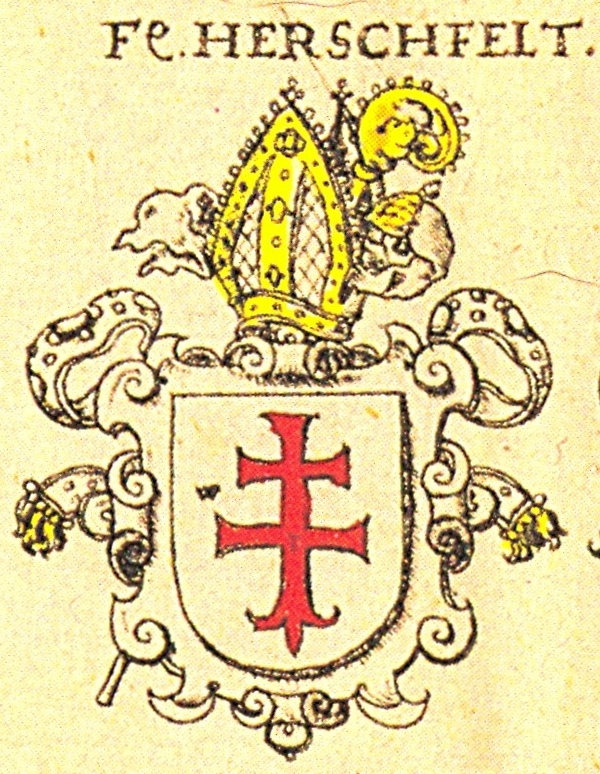
Wappen der Reichsabtei Hersfeld nach Siebmachers Wappenbuch von 1605

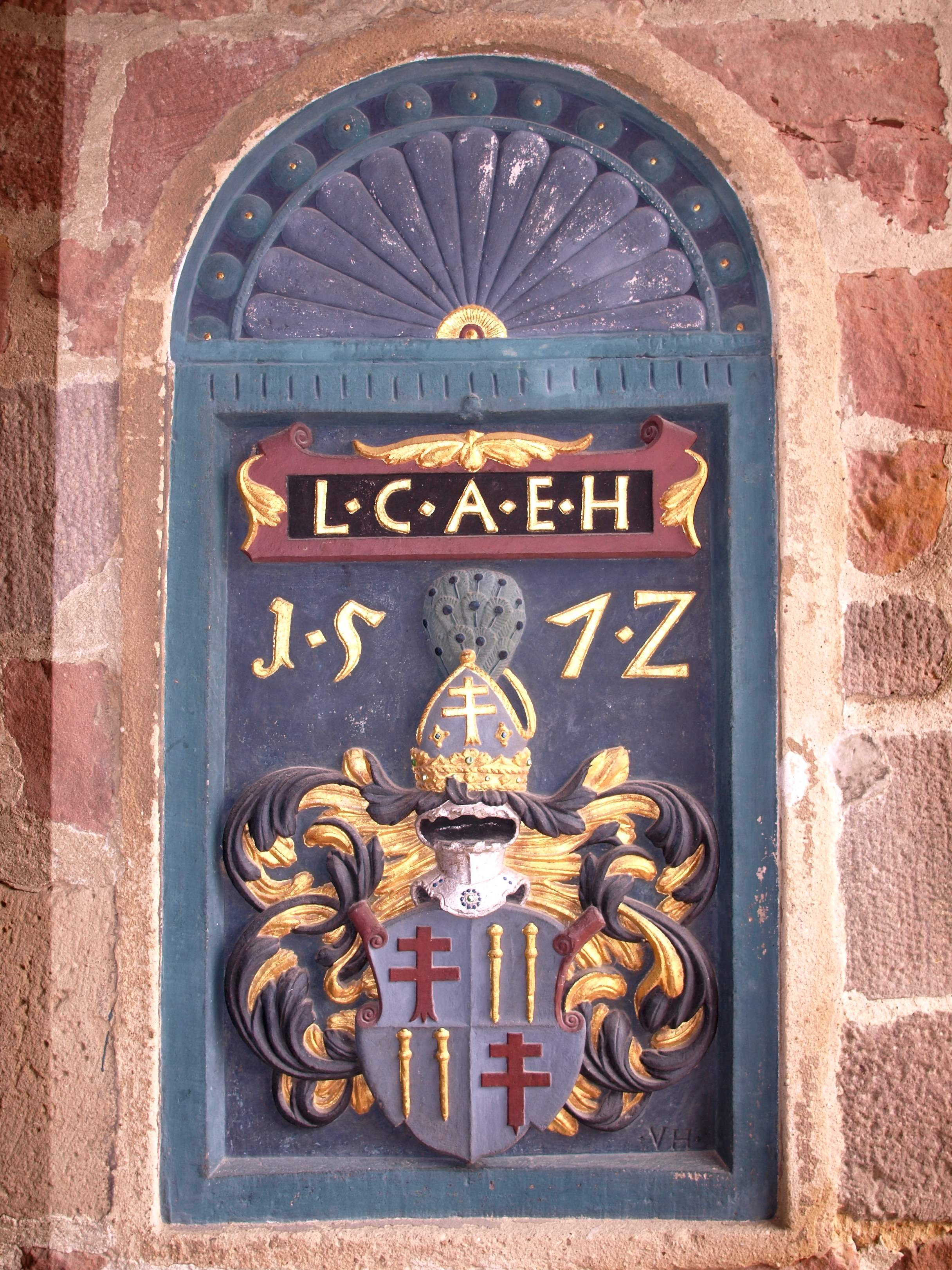
Wappen von Abt Ludwig V. (1571–1588) im Eingangsbereich von Schloss Eichhof

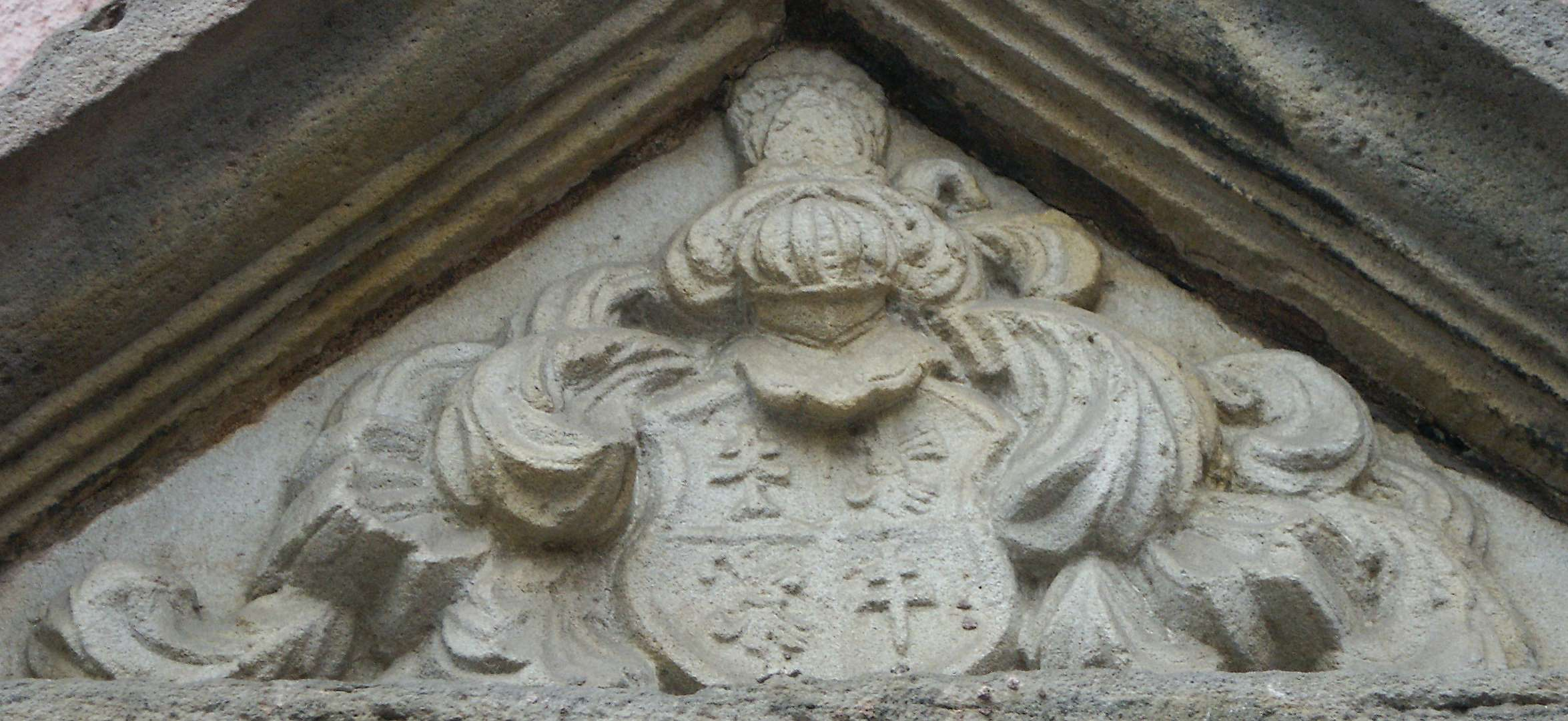
Wappen von Abt Joachim (1592–1606) im Giebelfeld einer Pforte in der Hersfelder Stadtkirche

Die Liste der Äbte und Administratoren der Abtei Hersfeld umfasst alle 66 Äbte, die der Reichsabtei Hersfeld während ihrer Existenz als Benediktinerabtei von 769 bis 1606 vorstanden. Aufgeführt sind ebenso alle von 1606 bis 1648 amtierenden Administratoren und ein in dieser Zeit ernannter Kommendatarabt des Reichsstifts. Vor allem in den ersten Jahrzehnten sind nicht alle Daten sicher belegt, aber auch in späteren Jahrhunderten bestehen Unklarheiten, die beispielsweise auf Namensgleichheiten oder den oft mehrere Monate betragenden Zeitraum zwischen Abtwahl und päpstlicher Anerkennung zurückzuführen sind.

## Überblick
Gründer und erster Abt der Abtei Hersfeld war der Mainzer Bischof Lullus. Das genaue Gründungsjahr ist unbekannt, meist wird als Gründungsjahr 769 angenommen. Lullus gründete die Abtei an der Stelle einer Einsiedelei, die der spätere Gründungsabt des Klosters Fulda, Sturmius, bereits 736, noch vor der 744 erfolgten Gründung Fuldas, angelegt hatte. Sie sollte vor allem der Missionierung in Sachsen und Thüringen dienen. Erstmals urkundlich erwähnt wurde die Abtei Hersfeld im Jahr 775. Karl der Große erhob die Abtei in diesem Jahr zur Reichsabtei und beschenkte sie umfangreich mit Gütern. Durch die von Lullus nach Hersfeld überführten Gebeine des Hl. Wigbert gewann die Abtei auch als Wallfahrtsort Bedeutung. Unter den nachfolgenden Karolingern baute die Abtei ihren vorwiegend regional in Hessen und Thüringen liegenden Besitz weiter aus.
Im Früh- und Hochmittelalter besaß die Reichsabtei eine wichtige und einflussreiche Rolle in der Reichspolitik. Unter den Ottonen und Saliern war sie ein bedeutender und wiederholt von den römisch-deutschen Kaisern und Königen aufgesuchter Pfalzort. Die Hersfelder Äbte übernahmen für die Herrscher wiederholt Funktionen als Berater und Gesandte und standen ihnen in den diversen Konflikten mit dem Papsttum in der Regel zur Seite. Mehrere Könige und Kaiser nahmen auf die Besetzung des Hersfelder Abtstuhls direkten Einfluss und veranlassten Reformen im Kloster, das um diese Zeit etwa 50 Mönche aufwies. In dieser Zeit entstammten die Äbte meist dem fränkischen und thüringisch-hessischen Adel, vor allem mit der benachbarten Reichsabtei Fulda gab es einen auch personell engen Austausch. Mehrere Hersfelder Äbte wurden auf wichtige Bischofsstühle des Reichs berufen. Die Reichsabtei war in dieser Zeit eines der wichtigsten Reichsklöster und war auch auf kulturellem Gebiet durch ihre Klosterschule und die dort tätigen Gelehrten wie etwa Lampert von Hersfeld hoch angesehen. Die Größe der nur noch als Ruine erhaltenen, zwischen 1038 und 1144 erbauten Stiftskirche zeigt diese Bedeutung noch heute. Durch die Anlage von Tochterklöstern und Propsteien und die Abwerfung der Vogteirechte der Landgrafen von Thüringen bauten die seit dem Wormser Konkordat zu den Reichsfürsten zählenden Äbte ihren Herrschaftsbereich aus, aus dem sich allmählich ein geschlossenes Territorium im osthessischen Raum entwickelte.
Das Ende der Staufer, denen die Hersfelder Äbte treu zur Seite gestanden hatten, hatte einen erheblichen Bedeutungs- und Machtverlust der Abtei zur Folge. Konflikte mit dem erstarkenden Bürgertum der Stadt Hersfeld, den eigenen Vasallen sowie den benachbarten Fürsten und Herren, insbesondere den Landgrafen von Hessen, und daraus resultierende wirtschaftliche Probleme führten ab etwa 1300 dazu, dass die Äbte zunehmend Rechte und Besitz verpfänden oder verkaufen mussten. Die Äbte dieser Zeit kamen in der Regel aus Familien von Edelfreien und Ministerialen des hessischen Raumes. Im Sternerkrieg stand die Abtei auf der Verliererseite und war zu Erbschutzverträgen mit den hessischen Landgrafen gezwungen, die ihr weitere Rechte entzogen.
Um 1500 war die Bedeutung der Abtei stark abgesunken, auch der Konvent bestand nur noch aus wenigen Mönchen. Martin Luther besuchte 1521 auf dem Heimweg vom Reichstag zu Worms Hersfeld und predigte auf Einladung des Abtes in der Stiftskirche. Die durch Luther ausgelöste Reformation fand im Gebiet der Reichsabtei begeisterte Aufnahme, binnen weniger Jahre waren weite Teile der Bevölkerung und des Konvents der Abtei evangelisch geworden, befördert auch durch die hessischen Landgrafen als Schutzherren der Abtei. Die hessische Schutzherrschaft führte allerdings dazu, dass den Äbten auf Reichstagen die Reichsstandschaft und das Stimmrecht im Reichsfürstenrat bestritten wurde. Im Bauernkrieg war die Abtei erneut auf die Hilfe der Landgrafen angewiesen, die sich dies mit weiteren Rechten und Verpfändungen bezahlen ließen. Die Äbte entstammten inzwischen bürgerlichen Familien. Der letzte Abt, Joachim Roell, setzte schließlich Erbprinz Otto von Hessen-Kassel, den Sohn des Landgrafen Moritz, als Koadjutor ein. Nach dem Tod des Abtes 1606 erlosch das letzte Klosterleben und Erbprinz Otto übernahm als Administrator die Herrschaft im Stiftsgebiet. Während des Dreißigjährigen Kriegs kam es kurzzeitig zu einer Wiederbesetzung der Abtei mit Mönchen, nachdem kaiserliche Truppen das Stiftsgebiet besetzt hatten. Kaiser Ferdinand II. setzte einen seiner Söhne als Kommendatarabt ein, in dessen Vertretung übernahm der Fuldaer Abt die Administration. Mit der Eroberung durch schwedische Truppen endete dieses Kapitel. Im Westfälischen Frieden ging das Stiftsgebiet schließlich 1648 als weltliches Fürstentum Hersfeld dauerhaft an die Landgrafen von Hessen-Kassel.
Die nachfolgende Liste der Äbte und Administratoren orientiert sich hinsichtlich der Äbte an dem 1970 erschienenen Überblick von Elisabeth Ziegler, ergänzt um biographische Angaben aus der Hessischen Biographie sowie weiteren wissenschaftlichen Veröffentlichungen. Es existiert keine erhaltene historische Chronik der Abtei mehr, die entsprechenden Werke von Lampert von Hersfeld und anderen mittelalterlichen Geschichtsschreibern sind nicht oder nur fragmentarisch überliefert. Aus Lamperts übrigen Werken, vor allem den Annales, sowie aus anderen mittelalterlichen Chroniken sind jedoch viele Angaben zu den Äbten und ihren Amtszeiten bekannt. Wesentlich sind auch die aus dem umfangreichen überlieferten Archivbestand der Abtei mit diversen Kaiser-, Königs- und Papsturkunden wissenschaftlich aufbereiteten Daten und Informationen. Der erhaltene Archivbestand der Reichsabtei befindet sich im Hessischen Staatsarchiv Marburg.

## Äbte
| #   | Abt                                    | Lebensdaten          | Amtszeit              | Bemerkungen |
| --- | -------------------------------------- | -------------------- | --------------------- | --- |
| 1.  | Lullus                                 | um 710–786           | ca. 769–786           | Stammte aus Wessex, Schüler von Bonifatius und seit 754 Erzbischof von Mainz. Gründete die Abtei Hersfeld als Missionskloster für Sachsen und in Konkurrenz zur Abtei Fulda, deren Abt Sturmi sich gegen Mainzer Herrschaftsansprüche zur Wehr setzte, an einer Stelle, an der Sturmi vor der späteren Gründung der Abtei Fulda eine Einsiedelei errichtet hatte. Erreichte 775 die Erhebung zur Reichsabtei durch Karl den Großen und die Verleihung weiterer Privilegien. Ließ 780 die Gebeine des Hl. Wigbert von Fritzlar nach Hersfeld überführen, der so zum Schutzheiligen der Abtei wurde, beförderte damit die Entwicklung Hersfelds als Wallfahrtsort. Empfing 782 Karl den Großen als Gast in der Abtei. |
| 2.  | Balthart                               | vor 740–798          | 786–798               | Wahrscheinlich englischer Abstammung, möglicherweise nur Unterabt unter Abt Richulf. |
| 3.  | Richulf                                | um 750–813           | (786–)802–813         | Stammte aus einer Familie Freier in der Wetterau, Schüler von Alkuin, zugleich Erzbischof von Mainz, 802 erstmals als Abt urkundlich belegt, möglicherweise bereits ab 786 im Amt. |
| 4.  | Brunwart I.                            | um 750–820           | vermutlich 813–820    | Erstmals 815 urkundlich als Abt belegt, nahm 819 zusammen mit dem Fuldaer Abt Hrabanus Maurus an der Weihe der Fuldaer Klosterkirche teil, kurz darauf zum Mainzer Chorbischof erhoben. |
| 5.  | Bun                                    | um 780–840           | vermutlich 820–840    | Schwäbischer adliger Abstammung, seit etwa 800 Mönch der Abtei Fulda, führte nach Amtsantritt die in Fulda bereits eingeführte Anianische Reform auch in Hersfeld ein. Legte 831 zusammen mit Hrabanus Maurus den Grundstein für den Neubau der Klosterkirche. Während seiner Amtszeit Leitung der Klosterschule durch Haimo, später Bischof von Halberstadt. 840 Besuch von Kaiser Ludwig dem Frommen in der Abtei. Erstmals Zehntkonflikte mit dem Erzbistum Mainz und dem Bistum Halberstadt um Besitz in Thüringen. |
| 6.  | Brunwart II.                           | um 800–875           | 840–875               | Urkundlich 843 erstmals erwähnt, zuvor Mönch in Fulda und Mainzer Chorbischof. Konnte in diesem Jahr König Ludwig den Deutschen in der Abtei begrüßen, der ihre Privilegien bestätigte. Legte 845 den Streit mit dem Erzbistum Mainz um den Zehnten bei. 850 Fertigstellung der von seinem Vorgänger begonnenen Klosterkirche und Weihe durch den Mainzer Erzbischof Hrabanus Maurus. |
| 7.  | Druogo                                 | um 830–892           | 875–892               | Unter Abt Druogo Erstellung des ersten noch bekannten Hersfelder Zehntverzeichnisses, 882 durch König Ludwig III. Bestätigung des Besitzes der Abtei und Verbot, diesen zu schmälern. |
| 8.  | Harderat                               | um 850–901           | 892–901               | Vermutlich aus einem Grafengeschlecht der Wetterau stammend, seit etwa 870 Mönch in Hersfeld. |
| 9.  | Otto I. Laienabt                       | um 835–912           | 902–912               | Beiname der Erlauchte, aus dem sächsischen Adelsgeschlecht der Liudolfinger, seit 880 dessen Familienoberhaupt, Graf im Eichsfeld und Herzog von Sachsen. Übernahm entgegen Kirchenrecht nach dem Tod Abt Harderats als Laienabt die Reichsabtei Hersfeld, bestimmte seinen späteren Nachfolger Diethart zu seinem für alle religiösen Akte als Abt zuständigen Provisor. |
| 10. | Diethart I.                            | um 870–930           | (901–)912–927         | Wahrscheinlich aus adligem Geschlecht in Hessen, Thüringen oder Franken, wohl um 880 Eintritt als Novize in den Hersfelder Konvent. Bei Lampert von Hersfeld bereits für 901 als Nachfolger Abt Harderats genannt, unter Otto dem Erlauchten 908 als Provisor der Reichsabtei urkundlich belegt. Es ist unklar, ob er 901 nach Harderats Tod kurzzeitig bereits als Abt amtierte, oder Otto I. als Laienabt die Abtei direkt übernahm. Erhielt in einer Urkunde durch König Ludwig das Kind Vorrang der Nachfolge nach dem Tod von Otto I. zugesichert. Empfing 918 König Konrad I. in Hersfeld, hatte während seiner Amtszeit mehrfach mit den Ungarneinfällen zu kämpfen. Dankte 927 von seinem Amt zugunsten von Diethard II. ab. |
| 11. | Diethart II.                           | um 890–954           | 927–928               | Aus Franken stammend, zuvor wahrscheinlich Mönch im Kloster Hirsau, von seinem Vorgänger als Nachfolger bestimmt und unter Einfluss von König Heinrich I. gewählt. Bereits im Folgejahr 928 zum Bischof von Hildesheim ernannt. |
| 12. | Burchard I.                            | ?–941                | 928–932               | Herkunft unbekannt, ab 932 Bischof von Würzburg. |
| 13. | Megingoz                               | um 890–956           | 932–935               | Zuvor Mönch in Hersfeld, ließ die Wachsenburg zum Schutz der thüringischen Besitzungen der Abtei vor den Ungarneinfällen erbauen, lebte nach seiner Abdankung wahrscheinlich in dem von ihm gegründeten Mengshausen, erstmalige Nennung von Vögten der Abtei. |
| 14. | Hagano                                 | um 900–960           | 935–959               | Adliger Abstammung aus Hessen oder Thüringen, um 920 wohl Mönch in Hersfeld, ließ sich 936 vom neuen König Otto I. die durch Karl den Großen verliehenen Rechte bestätigen, schenkte der Abtei einen großen Kelch und eine Patene aus Gold und Edelsteinen, dankte 959 krankheitsbedingt ab. |
| 15. | Gunther I.                             | um 910–963           | 959/960–963           | Adliger Abstammung, vielleicht aus dem Hause der Sizzonen, ab spätestens 935 Mönch in Hersfeld. Begleitete Otto I. 961 auf seinem zweiten Italienzug und nahm an dessen Kaiserkrönung durch Papst Johannes XII. am 2. Februar 962 in Rom teil. |
| 16. | Egilolf                                | um 920–970           | 963–970               | Adliger Abstammung aus Hessen oder Thüringen, Freund und Ratgeber von Kaiser Otto I., begleitete ihn 966 auf dessen dritten Italienzug zur Krönung seines Sohnes, Otto II. Erreichte bei Papst Johannes XIII. für die Abtei das Recht auf freie Abtwahl und die direkte Unterstellung unter den Heiligen Stuhl, damit Aufhebung der verbliebenen Rechte des Mainzer Erzbischofs an der Abtei, durch Otto I. und Otto II. wurde diese Exemtion 968 urkundlich bestätigt. Sorgte im gleichen Jahr im Auftrag des Kaisers für die Wahl von Hatto II. zum Mainzer Erzbischof und von Werinhar zu dessen Nachfolger als Abt von Fulda. |
| 17. | Gozbert                                | um 930–987           | 970–984/85            | Adliger Abstammung aus der Wetterau, ergänzte die während seiner Amtszeit erstmals genannte Bibliothek der Abtei um zahlreiche Werke und schenkte der Abtei wertvolle Schätze. Begründete 980 das Chorherrenstift St. Peter in Ohrdruf, verlor jedoch Besitz der Abtei im Hassegau infolge der Gründung des Klosters Memleben. Durch Kaiser Otto III. 982/83 Aufforderung zur Stellung von 40 Panzerreitern für das Reichsheer. 984/85 abgesetzt, nachdem die Klosterdisziplin in der Abtei unter seiner Herrschaft erheblich nachgelassen hatte. |
| 18. | Bernhar                                | um 950–1005          | 984/85–1005           | Ab etwa 970 Mönch in Hersfeld, erster urkundlich fassbarer Propst der Abtei unter seinem Vorgänger, stiftete der Abtei einen wertvollen Kelch. Erbaute die Benediktinerpropstei auf dem Petersberg in Hersfeld als Abtsresidenz. 1003 erhielt die Abtei von König Heinrich II. den Forst- und Wildbann im als „Eherinevirst“ bezeichneten Bezirk, der damit die Grundlage des späteren Stiftsterritoriums wird. Klagen des Konvents über die angebliche Verschwendung des Abteivermögens führten dazu, dass Heinrich II. ihn zugunsten seines späteren Nachfolgers Godehard absetzen wollte. Godehard lehnte jedoch eine Übernahme des Amtes vor dem Tod von Bernhar ab. |
| 19. | Godehard                               | 960–1038             | 1005–1012             | Kam aus dem bayerischen Kloster Niederaltaich, ab 977 am Hof des Salzburger Erzbischofs, 984 Propst von Niederaltaich, seit 997 dessen Abt, was er auch während seiner Hersfelder Zeit blieb. Erster Hersfelder Abt unfreier Abstammung. Wurde durch Heinrich II. entgegen dem Recht der Abtei auf freie Abtwahl eingesetzt, führte nach dem Vorbild der Klosterreform von Gorze eine strenge Klosterreform im Sinne der Regula Benedicti durch, in deren Folge rund 50 Mönche vorübergehend das Kloster verließen. Ab 1007 auch Abt von Stift Kremsmünster. Übergab 1012 Hersfeld seinem Schüler Arnold und beschränkte sich wieder auf die Leitung von Niederaltaich. Ab 1022 Bischof von Hildesheim, 1131 heiliggesprochen. |
| 20. | Arnold                                 | um 980–1032          | 1012–1031             | Schüler seines Vorgängers Godehard, mit ihm aus Bayern gekommen, zuvor Mönch in Kloster Tegernsee. Zunächst Propst der Abtei. 1015 schenkte Heinrich II. Hersfeld die Abtei Memleben, 1016 verlieh er der Reichsabtei den Forst- und Wildbann in einem Bezirk östlich der Werra. Gründete vor 1024 das Kloster Johannesberg im heutigen Hersfelder Stadtteil Johannesberg. 1031 durch Kaiser Konrad II. abgesetzt, ihm wurde das Hersfelder Tochterkloster Göllingen als Aufenthalt zugewiesen. |
| 21. | Bardo                                  | um 980–1051          | 1031                  | In Oppershofen geboren, um 1002 als Mönch in Fulda, durch Konrad II. 1028 zum Abt des Klosters Werden bestimmt, ab Anfang 1031 durch Vermittlung der mit ihm verwandten Kaiserin Gisela von Schwaben Abt in Hersfeld, bereits im Mai des gleichen Jahres nach dem Tod von Erzbischof Aribo Erzbischof von Mainz. |
| 22. | Rudolf/Rotho                           | um 1000–1051         | 1031–1036             | Möglicherweise aus dem Haus der Grafen von Werl. War zuvor Mönch und Propst in der Reichsabtei Stablo und dort Schüler von Poppo von Stablo, führte im Auftrag von Kaiser Konrad II. eine strenge Klosterreform durch. 1036 zum Bischof von Paderborn gewählt. |
| 23. | Meginher                               | ?–1059               | 1036–1059             | Unbekannter Herkunft, kam vielleicht mit seinem Vorgänger aus Stablo, wurde 1031 erster namentlich bekannter Dekan der Abtei und vor 1034 Leiter der Klosterschule. Galt als universal gebildet und von großer Gelehrsamkeit, unter ihm erreichte die Hersfelder Klosterschule eine große Blüte, was 1058 den späteren Geschichtsschreiber Lampert von Hersfeld zum Eintritt in die Abtei veranlasste. Aufgrund seines guten Rufs zudem diverse Berufungen Hersfelder Mönche als Äbte anderer Klöster, u. a. nach Kloster Tegernsee, Kloster Fulda und Hildesheim, St. Michael, damit wichtige Rolle in der Kirchenpolitik Heinrichs III. Ließ 1038 die Lullusglocke gießen, heute die älteste erhaltene Glocke in Deutschland. Begann den Neubau der 1038 abgebrannten Stiftskirche, Weihe von Chor und Krypta der Kirche 1040 unter Anwesenheit von König Heinrich III., dessen Vertrauter und Ratgeber er war. Erhielt 1054 in Rom von Papst Leo IX., der Klosterschüler in Hersfeld gewesen war, die Bestätigung des Exemtionsprivilegs von 968. Erste nachweisbare Münzprägungen der Abtei. |
| 24. | Ruthard                                | um 1010–1074         | 1059–1072             | Um 1035 Mönch der Reichsabtei Corvey, ab 1046 dort Abt, 1050 abgesetzt, 1059 Abt in Hersfeld, konnte 1062, 1066, 1071 und 1072 König Heinrich IV. in der Abtei begrüßen. Dankte krankheitsbedingt Ende 1072 ab. |
| 25. | Hartwig                                | um 1030–1090         | 1072–1090             | Wurde auf Vorschlag seines Vorgängers von König Heinrich IV. und dem ebenfalls in Hersfeld anwesenden Kölner Erzbischof Anno II. als Abt eingesetzt, war zuvor seit etwa 1050 Mönch in Hersfeld. Erneuter Zehntstreit mit Mainz und dem Hochstift Halberstadt. Treuer Anhänger Heinrichs IV., der während des Sächsischen Aufstands mehrfach Aufenthalt in Hersfeld nahm, dort 1074 sein Heer sammelte und dessen Sohn Konrad dort geboren wurde. Ließ durch Lampert von Hersfeld prüfen, ob die Cluniazensische Reform in Hersfeld eingeführt werden solle, mit negativem Ergebnis. Durch Heinrich IV. 1085 als Erzbischof von Magdeburg gegen den aufständischen Erzbischof Hartwig von Spanheim eingesetzt, jedoch Ende 1085 wieder von dort vertrieben, 1086 durch Hartwig von Spanheim in Hersfeld belagert. Gab 1088 seinen Anspruch auf Magdeburg auf, nachdem Hartwig von Spanheim und Heinrich IV. sich ausgesöhnt hatten. |
| 26. | Friedrich von Goseck                   | um 1030–1100         | 1090–1100             | Sohn des sächsischen Pfalzgrafen Dedo von Goseck, Neffe von Erzbischof Adalbert von Bremen, seit 1063 Abt von Kloster Goseck, seit 1079 auch von Kloster St. Georg bei Naumburg (Saale). 1090 zum Bischof von Naumburg gewählt, Kaiser Heinrich IV. lehnte jedoch die Investitur ab, da die Wahl ohne sein Wissen stattgefunden hatte. Friedrich wurde mit der Abtei Hersfeld abgefunden. Ließ die Wachsenburg zur Absicherung des Hersfelder Besitzes in Thüringen ausbauen und nutzte sie in den letzten Jahren als bevorzugte Residenz. |
| 27. | Günther II.                            | um 1050–1102         | 1100–1102             | Möglicherweise aus dem Haus der Grafen von Käfernburg, seit etwa 1070 Mönch in Hersfeld. 1102 von Kaiser Heinrich IV. in Corvey als Gegenabt zum vertriebenen Amtsinhaber Markward von Corvey eingesetzt, aber bald darauf verstorben. |
| 28. | Reginhard                              | vor 1070–1114        | 1102–1114             | Zuvor Mönch in Hersfeld, Unterstützer von König Heinrich V., der 1108 den Zehntstreit mit Halberstadt zugunsten von Hersfeld entschied und 1111 zu Gast in Hersfeld war. Begleitete Heinrich V. 1111 nach Rom zur Kaiserkrönung und erhielt 1112 von ihm die Privilegien der Abtei bestätigt. |
| 29. | Adelmann                               | vor 1080–1127        | 1114–1127             | Aus adligem Haus in Thüringen oder Hessen, um 1100 Mönch in Hersfeld. Erhielt von Heinrich V. das Marktrecht in Breitungen/Werra. Seit dem Wormser Konkordat 1122 wurden die Äbte von Hersfeld durch den König mit den Regalien belehnt und zählten zu den Reichsfürsten. Während seiner Zeit Bau des Katharinenturms im Stiftsbezirk. |
| 30. | Heinrich I. von Bingarten              | um 1090–1155         | 1127/28–1155          | Unsichere Herkunft, eventuell aus Biengarten in Oberfranken oder einem gleichnamigen, wüst gefallenen Ort im Stift Fulda. Vor seiner Wahl zum Abt Mönch in Fulda. Regelmäßig auf den Hoftagen der Könige und Kaiser anwesend, mehrfach am Hof Kaiser Lothars III., König Konrads III. und Kaiser Friedrichs I. nachweisbar, konnte Lothar III. und Konrad III. auch als Gast der Abtei begrüßen. Höhepunkt des reichspolitischen Einflusses der Hersfelder Abtei. Erreichte im seit dem 9. Jahrhundert schwelenden Zehntstreit mit Halberstadt im Hassegau endgültig die Durchsetzung der Hersfelder Ansprüche. 1144 Weihe der vollständig wiederhergestellten und umgebauten Stiftskirche (der heutigen Stiftsruine) in Anwesenheit von mehreren Bischöfen, Äbten und hochrangigen Adligen sowie König Konrad III., der der Abtei aus diesem Anlass den Zehnten des Reichsguts Ingelheim zuspricht, aus dem in der Folge die Abtei bis 1606 ihren Wein bezog. 1146 verstarb Königin Gertrud von Sulzbach, Frau Konrads III., in Hersfeld. 1148 bis 1149 kurzzeitig auch Abt von Fulda, musste auf Druck des Mainzer Erzbischofs Heinrich I. von diesem Amt wieder zurücktreten. |
| 31. | Willibold                              | um 1110–1175         | 1155–1162             | Vor 1139 Mönch in Hersfeld, in diesem Jahr als Kämmerer von Heinrich I. genannt. Später Propst des Tochterklosters Petersberg. Trat von seinem Amt freiwillig zurück, vermutlich infolge der von ihm nicht mitgetragenen kaiserlichen Kirchenpolitik, übernahm dann wieder die Propstei Petersberg. Ab 1168 wohl wieder Abt in Hersfeld. |
| 32. | Hermann I.                             | um 1110–1168         | 1162–1165             | Ab 1130/1140 wohl Mönch in Fulda, ab 1156 dort Großpropst. Treuer Anhänger der Staufer und Kaiser Friedrichs I., der auf seine Wahl wohl Einfluss ausgeübt hatte. Begleitete den Kaiser 1162 nach Italien, erhielt dort durch den von Friedrich I. eingesetzten Gegenpapst Viktor IV., der auch die Abtsbenediktion vornahm, die bischöflichen Insignien und das Recht, diese zu tragen. 1163/64 auch Begleiter des Kaisers auf dessen dritten Italienzug. 1165 durch den Kaiser als Abt von Fulda eingesetzt. |
| 33. | Burchard II. von Nürings               | um 1110–1176         | 1165–1168             | Stammte aus dem Hause der Grafen von Nürings, vor 1156 Mönch in Fulda, in diesem Jahr Propst von Kloster Neuenberg, ab 1162 auch Großprobst von Fulda. 1165 zum Hersfelder Abt gewählt, ging 1168 als Abt zurück nach Fulda. |
| 34. | Willibold                              | um 1110–1175         | 1168–1175             | Wahrscheinlich zweite Amtszeit des bereits von 1155 bis 1162 amtierenden Abtes. |
| 35. | Adolf                                  | vor 1140–nach 1180   | 1175–1180             | Vor Amtsantritt Mönch in Hersfeld, nahm am Hoftag zu Gelnhausen 1180 noch teil und in der Gelnhäuser Urkunde von 1180 als Zeuge genannt, wurde aber im gleichen Jahr aus unbekannten Gründen abgesetzt. |
| 36. | Siegfried                              | vor 1130–1200        | 1180–1200             | Von Kaiser Friedrich I. zum Abt berufen, zuvor Mönch und ab 1166 Abt im Kloster St. Johannes der Täufer auf dem Berge in Magdeburg, ab 1171 außerdem Abt des Klosters Nienburg. Sowohl in der Abtei als auch der Reichspolitik auf Seiten der Staufer aktiv, erklärte die Vogtei der Abtei nach dem Tod von Vogt Heinrich Raspe III. für erledigt, was dessen Bruder, der Thüringer Landgraf Ludwig III. zu verhindern suchte. Nach Vermittlung des Kaisers auf einem Hoftag 1182 in Erfurt erhielt die Abtei eine Reihe einzelner Vogteien zugesprochen. Setzte 1182 mit Beringerus Scultetus den ersten Schultheißen der Stadt Hersfeld ein. War als Berater und Diplomat für Friedrich I. und Heinrich VI. tätig, begleitete Friedrich I. 1184 nach Italien zu Verhandlungen mit Papst Lucius III., erhielt von Kaiser und Papst Urkunden mit Bestimmungen zur Vogtei und der Anordnung, die hersfeldische Krayenburg nicht weiter zu verlehnen. 1187 mit weiteren Geistlichen im Auftrag des Kaisers zu Verhandlungen mit Papst Urban III. Stiftete 1190 das Nonnenkloster Aua (später Kloster Blankenheim). War auch unter Heinrich VI. mehrfach auf Hoftagen, begleitete den Kaiser 1197 nach Sizilien, unterzeichnete nach dessen Tod 1199 die Speyerer Fürstenerklärung zugunsten Philipps von Schwaben. |
| 37. | Johann I.                              | um 1160–1214         | 1200–1214             | Zuvor Mönch in Hersfeld, wie sein Vorgänger zunächst Anhänger der Staufer und als solcher in Auseinandersetzungen mit Landgraf Hermann I. von Thüringen, einem zeitweiligen Parteigänger der Welfen, erkannte aber nach der Ermordung Philipps von Schwaben den Welfen Otto IV. als Herrscher an. Teilnehmer des Hoftags in Würzburg, auf dem sich Otto IV. mit Philipps Tochter Beatrix von Schwaben verlobte. |
| 38. | Heinrich II.                           | vor 1180–1216/17     | 1214–1216/17          | Stammte eventuell aus dem hessischen Adelsgeschlecht der Boyneburg, eventuell bereits um 1180 Klosterschüler in Hersfeld, um 1200 wohl Mönch, ist 1214 erstmals urkundlich als Abt erwähnt. Erreichte 1215 von Landgraf Hermann I. den Verzicht auf weitere Hersfelder Einzelvogteien. Letztmals im Mai 1216 als Teilnehmer eines Hoftags von Friedrich II. in Würzburg erwähnt, auf dem dieser für die geistlichen Fürsten die Aufhebung des Regalienrechts verfügte und damit den Prozess der Territorialbildung auch für die Reichsabtei Hersfeld beschleunigte. |
| 39. | Ludwig I.                              | um 1180–1239         | 1216/17–1239          | Um 1200 Mönch in Hersfeld, 1217 erstmals als Abt belegt. Wie seine Vorgänger Parteigänger der Staufer, mehrfach am Hof König Heinrichs belegt. Erhielt 1218 vom Mainzer Erzbischof Siegfried II. von Eppstein die Erlaubnis zur 1230 erfolgten Verlegung des Klosters Aua nach Blankenheim. 1222 Visitation des Klosters im Auftrag von Papst Honorius III. 1227 faktischer Verlust der Patronatsrechte über Kloster Herrenbreitungen an den Mainzer Erzbischof. Gründung eines Hospitals in Hersfeld 1239 durch Papst Gregor IX. bestätigt, der Ludwig I. auch in den Prozess zur Heiligsprechung der Elisabeth von Thüringen eingebunden hatte. |
| 40. | Werner von Schweinsberg                | um 1200–nach 1258    | 1240–1252             | Abstammung aus dem Adelsgeschlecht der Schweinsberg unsicher. Durch König Konrad IV. im Januar 1240 mit den Regalien belehnt, wie seine Vorgänger staufischer Parteigänger. 1249 Anerkennung der Stadt Hersfeld durch den Gegenkönig Wilhelm von Holland als Reichsstadt, 1252 Anklage wegen angeblicher Verschwendung des Klostervermögens gegen Werner durch Prior und Konvent bei König Wilhelm, wird im Auftrag des Kardinals Hugo von Saint-Cher zum Verzicht auf die Abtei genötigt. |
| 41. | Heinrich von Erthal                    | um 1200–1261         | 1252–1254/55          | Entstammte dem fränkischen Adelsgeschlecht Erthal, Mönch in Fulda und seit 1246 dort Dekan. Als Heinrich IV. seit 1249 Abt von Fulda, Parteigänger von König Wilhelm, übernimmt nach der erzwungenen Abdankung Abt Werners im Auftrag von Kardinal Hugo die Verwaltung von Hersfeld zusätzlich zu Fulda. Erhält 1253 durch Papst Innozenz IV. zusätzlichen Besitz in Gebesee und Andernach, 1255 wieder durch Werner nach dessen erneuter Wahl ersetzt. |
| 40. | Werner von Schweinsberg                | um 1200–nach 1258/59 | 1254/55–1258/59       | Wird 1254/55 von Priori und Konvent wiedergewählt, Bestätigung der Wahl durch Papst Alexander IV., nachdem ihn eine Untersuchung durch den Abt des Peterskloster von den Vorwürfen entlastet hatte. 1258/59 durch Heinrich IV. von Erthal gewaltsam abgesetzt. Todesjahr unsicher, eventuell noch 1266 Propst der Hersfelder Propstei Petersberg. |
| 41. | Heinrich von Erthal                    | um 1200–1261         | 1258/59–1260/1261     | Setzt Abt Werner 1258/59 gewaltsam ab, bleibt trotz einer Entscheidung von Papst Alexander IV. zur Wiedereinsetzung Werners im Besitz beider Abteien, ob nur bis 1260 (letzte bekannte Urkunde als Doppelabt) oder bis zu seinem Tod 1261, ist unklar. |
| 42. | Heinrich III. von Boyneburg-Hohenstein | um 1220–1278 (1292)  | 1260/1261–1278 (1292) | Angehöriger des Geschlechts der Boyneburger, war zuvor seit frühestens 1249 Dekan im Kloster Fulda, dort Eintritt um 1230/40. Beginn der Amtszeit unsicher, ggf. schon 1260 oder erst nach dem Tod Heinrichs von Erthal 1261. Andauernde Streitigkeiten zwischen Abt und Kapitel. Verschwor sich 1264 mit Graf Gottfried V. von Ziegenhain und fuldischen Ministerialen gegen den Fuldaer Abt Bertho II. von Leibolz, musste vor diesem aber kapitulieren, nachdem fuldische Truppen Hersfeld vier Tage belagert hatten. 1266 verlieh er Arnstadt die Privilegien der Abtei, nachdem dessen Bürger um die Verleihung von Stadtrechten gebeten hatten. Musste 1271 Dekan, Propst, Kämmerer sowie den Pröpsten der hersfeldischen Nebenklöster die Mitwirkung bei der Verwaltung des Stifts zugestehen. Ende seiner Amtszeit aufgrund Namensgleichheit zum Nachfolger unsicher. |
| 43. | Heinrich IV. von Swinrode              | um 1240–1300         | 1278 (1292)–1300      | Herkunft unsicher, eventuell wie sein Vorgänger aus dem Geschlecht der Boyneburger. War zuvor Mönch in Hersfeld. Beginn der Amtszeit unsicher, ggf. bereits 1278, sicher ab 1292, in diesem Jahr belehnte er Markgraf Friedrich I. von Meißen u. a. mit den Städten Dresden und Pirna. |
| 44. | Berthold I. von Elben                  | vor 1260–1302/1304   | 1300– 1302/1304       | Aus dem Adelsgeschlecht Elben, wohl in fortgeschrittenem Alter zum Abt gewählt. Konnte in seiner kurzen Amtszeit die Beziehungen zwischen Abt, Kapitel und Stadt Hersfeld durch mehrere Verträge beruhigen und ausgleichen. Ende der Amtszeit unsicher, letzte Urkunde datiert auf den 20. Dezember 1302, sein Nachfolger 1304 erstmals erwähnt. |
| 45. | Simon von Buchenau                     | vor 1270–1316        | 1302/1304–1315        | Stammte aus dem im osthessischen Buchenau, wo er wahrscheinlich geboren wurde, ansässigen Adelsgeschlecht der Buchenau. Eintritt in die Abtei um 1280, unter seinem Vorgänger ab etwa 1300 Stiftsdekan. Umstrittene Wahl, Papst Benedikt XI. befahl dem Fuldaer Abt Heinrich V. von Weilnau daher, Simon zum Erscheinen vor der Kurie aufzufordern. Wurde anscheinend letztlich als Abt akzeptiert, schloss 1305 ein Bündnis mit Fulda gegen wettinische Ansprüche in Thüringen. Verteidigte Rechte der Abtei im Amt Schildschlag gegen seine eigene Familie. Machte sich schließlich auch bei früheren Anhängern so verhasst, dass er im Herbst 1315 abgesetzt wurde oder selbst zurücktrat. Zog sich in die Propstei Johannesberg zurück, von wo er Kloster und Stadt befehdete. |
| 46. | Heinrich V. von Malsleben              | vor 1270–1316(?)     | 1315–1316             | Stammte aus dem thüringischen Adelsgeschlecht Malsleben, um 1300 Mönch in Hersfeld, 1315 zum Abt gewählt. Konflikte mit Stift, Stiftsadel und Stadt. Unklar, ob im Amt gestorben oder abgesetzt. |
| 47. | Andreas von Heiningen                  | vor 1280–1320        | 1316–1320             | Adliger Herkunft, unklar, aus welchem der gleichnamigen Orte in Baden-Württemberg und Niedersachsen. Um 1300 Mönch in Hersfeld, nach Abdankung oder Absetzung seines Vorgängers wohl aufgrund seiner führenden Rolle im Konvent zum Abt gewählt. Schaffte es mit umsichtiger Politik die Streitigkeiten zwischen Stift und Stadt wieder etwas zu beruhigen. |
| 48. | Heinrich VI. von Romrod                | vor 1280–1323        | 1320–1323             | Stammte aus dem hessischen Romrod, vor der Wahl zum Abt zuletzt Propst des hersfeldischen Nebenklosters Petersberg. Nahm wenig Einfluss auf die Politik des Stifts, diese vorwiegend durch Dekan und Konvent bestimmt. |
| 49. | Ludwig II. von Mansbach                | um 1280–1343         | 1324–1343             | Stammte aus dem hessischen Mansbach. Unter seiner Herrschaft finanzielle Not und erheblicher Machtverlust von Abt und Stift. Musste 1328 vier Ministeriale des Stifts auf zwei Jahre zu Vormündern der Abtei bestellen und zusagen, nichts gegen deren Rat zu unternehmen. Der Stadt Hersfeld musste er die selbständige Regelung der Gewerbeangelegenheiten zugestehen. Begann im gleichen Jahr mit dem Bau von Schloss Eichhof. 1332 eigenmächtiger Verkauf der Stadt Arnstadt an die Grafen von Schwarzburg, damit Verlust des wertvollsten verbliebenen Besitzes außerhalb des Stiftsgebiets. 1336 zusätzlich Provisor des Nebenklosters Johannesberg. Versuchte letztlich erfolglos, 1341 über die Heiligsprechung des in Hersfeld beigesetzten Bischofs Albuin (Witta von Büraburg) entsprechende, finanziell lukrative Pilgerströme nach Hersfeld zu lenken, nachdem über Wunderheilungen am Grab des Bischofs berichtet worden war. |
| 50. | Johann II. von Elben                   | um 1300–1367         | 1343–1367             | Angehöriger des Adelsgeschlechts der Herren von Elben, Mönch in Hersfeld, vor 1343 Propst des Nebenklosters Johannesberg. Regierte diplomatischer und versöhnlicher als sein Vorgänger und erreichte das Ende der gegen den Abt gerichteten ständischen Vereinigung der Stadt mit dem Konvent, musste aber aufgrund der finanziellen Notlage der Abtei weitere Güter und Besitzrechte verkaufen. 1344 Verkauf des stiftseigenen Hospitals an die Stadt Hersfeld, um Schulden bei Erfurter Juden zu begleichen. Erhielt vom neuen König Karl IV. 1347 das Judenregal, profitierte zwei Jahre später von einem Judenpogrom in Hersfeld im Zuge der Judenverfolgungen zur Zeit des Schwarzen Todes durch Beschlagnahme des jüdischen Besitzes. Spätestens 1362 wieder Neuaufnahme von Juden in Hersfeld. |
| 51. | Berthold II. von Völkershausen         | um 1320–1387         | 1367–1387             | Aus dem Geschlecht der Herren von Völkershausen, erstmals 1358 als Propst des zu Hersfeld gehörenden Nonnenklosters in Kölleda erwähnt. In der Folge Kämmerer von Abt Johann II. und 1366 Propst von Kloster Frauensee. Im Januar 1367 zum Abt gewählt, gilt als einer der geschichtlich bedeutendsten Hersfelder Äbte. Versuchte, verlorenen Besitz und Rechte der Reichsabtei zurückzugewinnen und dessen Einnahmen zu erhöhen. Beendete 1372 den Bau von Schloss Eichhof. Verbündete sich mit dem Sternerbund, verlor jedoch an dessen Seite 1373 den Sternerkrieg gegen die Landgrafschaft Hessen. 1378 in der Vitalisnacht erfolgloser Versuch, mit Hilfe des Sternerbunds die Stadt Hersfeld gewaltsam wieder unter die Stiftsherrschaft zu zwingen. In der Folge zu Strafzahlungen an die Stadt und 1383 in ein Schutzbündnis mit dem hessischen Landgrafen gezwungen. |
| 52. | Reinhard von Boyneburg-Hohenstein      | um 1320–1398         | 1387–1398             | Aus dem nordhessischen Haus Boyneburg, um 1350 wohl Mönch in Hersfeld. Vor 1363 Propst des hersfeldischen Nonnenklosters Blankenheim, ab 1363 Pförtner in Hersfeld, 1368 Propst des hersfeldischen Klosters Kreuzberg im heutigen Philippsthal (Werra). Stellte in seiner Amtszeit den Frieden zwischen Stadt und Stift wieder her, knüpfte an die diplomatische Vorgehensweise seines Vorvorgängers Johann II. an. 1388 erstmals belegte Verwendung des Wappens der Abtei mit dem Hersfelder Doppelkreuz |
| 53. | Hermann II. von Altenburg              | um 1360–1418         | 1398–1418             | Vor seiner Wahl Mönch in Hersfeld. Konnte 1402 nach über 250 Jahren mit König Ruprecht erstmals wieder einen Herrscher des Heiligen Römischen Reichs in Hersfeld als Gast begrüßen. Erneuerte 1414 das Schutzbündnis mit den hessischen Landgrafen, sah sich gezwungen, aus Geldmangel diverse Rechte des Klosters aufzugeben, verpfändete bspw. 1407 die Krayenburg an den Thüringer Landgrafen und 1412 das Amt des Schultheissen in Hersfeld. |
| 54. | Albrecht von Buchenau                  | um 1370–1438         | 1418–1438             | Stammte aus dem Adelsgeschlecht der Buchenau, vor 1400 Mönch in Hersfeld, 1407 Propst des hersfeldischen Klosters Kreuzberg, verfolgte als solcher Bestrebungen zur Klosterreform, Teilnehmer des Konstanzer Konzils. Wahl durch Papst Martin V. 1418 bestätigt. Ließ Hermann Gerwig, seit 1412 Hersfelder Schultheiss und Lehnsmann Landgraf Ludwigs I. von Hessen, in Schloss Eichhof festsetzen, der dort 1420 aus ungeklärter Ursache verstarb. Daraufhin Gerichtsverfahren und Kämpfe zwischen dem mit dem Erzstift Mainz verbündeten Abt und Gerwigs Familie sowie der Stadt, die sich mit Landgraf Ludwig I. verbündet hatten. Ein Schutzvertrag mit Mainz kam infolge der mainzischen Niederlage im Mainzisch-Hessischen Krieg 1427 nicht zustande. 1432 musste Albrecht einen Erbschutzvertrag mit Hessen eingehen. Gerwigs Söhne hatte er schon 1423 als Schultheissen in Hersfeld akzeptieren müssen. 1437 stimmte er als Oberlehnsherr der Übertragung der Ziegenhainer Lehnsherrschaft an den hessischen Landgrafen zu. 1438 Rücktritt von der Abtswürde, kurz danach verstorben. |
| 55. | Konrad von Hirzenrode                  | um 1390–1452         | 1438–1452             | Zuvor ab 1424 Abt von Kloster Hasungen und ab 1436 von Kloster Breitenau. Galt als Vertrauter von Landgraf Ludwig I. von Hessen, der wohl seine Wahl beeinflusst hatte. |
| 56. | Ludwig III. Vitzthum von Eckstädt      | um 1410–1481         | 1452–1481             | Stammte aus dem Geschlecht der Vitzthume. Musste ebenfalls wiederholt Besitz der Abtei verkaufen, so 1465 das Hersfelder Schultheißenamt. Während des Hessischen Bruderkriegs konnte er 1469 Kämpfe zwischen den verfeindeten Brüdern, Landgraf Ludwig II. und Landgraf Heinrich III. in Hersfeld verhindern. |
| 57. | Damian von Knoblauch                   | vor 1450–1483        | 1481–1483             | Stammte aus dem Geschlecht der Knoblauch zu Hatzbach, vor Amtsantritt Propst von Cornberg und später Dekan in Hersfeld. |
| 58. | Wilhelm von Völkershausen              | vor 1450–1493        | 1483–1493             | Aus dem Geschlecht der Herren von Völkershausen. Um 1460 Propst des Hersfelder Klosters Göllingen, danach von Kloster Kreuzberg, wo er 1484 die Abtsbenediktion erhielt. 1490 Erneuerung des Erbschutzvertrags mit Hessen. |
| 59. | Volpert Riedesel zu Bellersheim        | um 1460–1540         | 1493–1513             | Stammte aus dem Geschlecht der Riedesel, wurde nach dem Tod seines Vorgängers 1493 gewählt und 1494 von Papst Alexander VI. bestätigt. Anhaltende finanzielle Probleme der Abtei, durch Streitigkeiten mit der Stadt Hersfeld und kostspielige Prozesse vor dem Reichskammergericht weiter verschärft. 1506 erfolgloser Reformversuch durch einen von Papst Julius II. beauftragten Bischof. 1510 Anschluss der Reichsabtei an die Bursfelder Kongregation, allerdings ohne echte innere Reform der Abtei. Versuch, die Probleme der Abtei durch Zusammenschluss mit dem benachbarten Stift Fulda zu lösen, hierzu 1511 gemeinsam besiegelte Vereinbarung der beiden Konvente, die die Zustimmung von Papst Leo X. und Kaiser Maximilian I. erhielt. Übergab die Abtswürde schließlich 1513 feierlich an den neuen Fuldaer Abt Hartmann II. von Kirchberg und wurde dafür ab 1514 Propst im fuldischen Kloster Neuenberg. |
| 60. | Hartmann von Kirchberg                 | 1466–1529            | 1513–1515/16          | Entstammte dem thüringischen Geschlecht der Burggrafen von Kirchberg, nach Studium in Erfurt ab 1487 Domherr in Mainz, ab 1501 kurmainzischer Assessor am Reichskammergericht. 1507 zum Koadjutor des Fuldaer Fürstabts Johann II. von Henneberg-Schleusingen gewählt. Ab 1513 Abt von Fulda, erwirkte noch als Koadjutor im gleichen Jahr eine Bulle von Papst Leo X. über die Vereinigung der beiden Reichsabteien, erhielt von Abt Volpert das Hersfelder Siegel überreicht und wurde im Dezember 1513 von Kaiser Maximilian I. mit den Regalien belehnt. Musste 1516 nach heftigem Widerstand der Stadt Hersfeld und der Landgrafschaft Hessen auf Hersfeld zugunsten des 1515 gewählten Gegenabts Ludwig IV. verzichten. |
| 61. | Ludwig IV. von Hanstein                | um 1460–1516         | 1515/16–1516          | Aus dem Adelsgeschlecht Hanstein, um 1480 Mönch und ab 1514 Abt des Klosters Helmarshausen. Auf Betreiben der hessischen Landgräfin Anna (als Vormund des minderjährigen Landgrafen Philipp I.) vom Hersfelder Konvent zunächst 1514 zum Verweser der Reichsabtei und 1515 schließlich als Gegenabt zum Fuldaer Abt Hartmann II. gewählt. Entkam anschließend nur knapp mehreren Versuchen von Hartmann II., ihn zu beseitigen. Hartmann II. musste auf Druck der Landgrafschaft und der Stadt Hersfeld im März 1516 auf Hersfeld verzichten. Starb bereits im Juli 1516, bevor er durch Papst und Kaiser bestätigt bzw. belehnt werden konnte. |
| 62. | Crato I. (Kraft Myle)                  | um 1480–1556         | 1516–1556             | Erster bürgerlicher Abt der Reichsabtei, stammte aus dem hessischen Hungen, trat um 1500 als Novize in die Abtei Hersfeld ein. Widersprach als einziges Mitglied des Konvents der Vereinigung der Abtei mit Fulda, verweigerte Abt Hartmann II. auch die Huldigung als neuer Hersfelder Abt. Schloss nach seiner Wahl einen neuen Erbschutzvertrag mit der Landgrafschaft Hessen, in dem die dauernde Selbständigkeit der Abtei festgelegt wurde, weiterhin sollte jeder künftige Abt der Zustimmung des Landgrafen bedürfen. Empfing 1521 Martin Luther auf seinem Rückweg vom Reichstag zu Worms mit allen Ehren. Blieb formell katholisch, akzeptierte während seiner Amtszeit jedoch die weitgehende Durchsetzung der Reformation im Stiftsgebiet durch Hessen. Musste im Bauernkrieg nach Belagerung von Hersfeld durch die Bauern die Zwölf Artikel anerkennen. Nach dem Sieg von Landgraf Philipp I. über die Bauern erzwang dieser temporäre Besitzüberschreibungen durch die Abtei zur Deckung seiner Kosten, 1550 schließlich Übergang der Hälfte der Stadt Hersfeld an den Landgrafen. |
| 63. | Michael (Michael Landgraf)             | 1498–1571            | 1556–1571             | Stammte aus dem fuldischen Rasdorf, um 1530 Novize in Hersfeld. Für Abt Crato I. 1548 als Gesandter beim Reichstag zu Augsburg, vor 1554 Dechant und Propst der hersfeldischen Klöster Kreuzberg und Petersberg, 1554 von Crato I. zum Koadjutor berufen, erhielt nach seiner Wahl die Anerkennung von Papst Paul IV. und Kaiser Ferdinand I. Formell katholisch, hielt sich aber einen protestantischen Hofprediger. Musste 1558 der Landgrafschaft Hessen-Kassel die Hälfte der Stadt Hersfeld überlassen. Gründete 1570 das Hersfelder Gymnasium. |
| 64. | Ludwig V. (Ludwig Landau)              | um 1535/36–1588      | 1571–1588             | Katholischer Bürgersohn aus Hünfeld, um 1560 Eintritt in den Hersfelder Konvent, Koadjutor von Abt Michael. Versuchte, den Katholizismus im bereits weithin reformierten Stiftsgebiet durch Einrichtung von Stipendien und Stiftungen zu fördern. Ließ Schloss Eichhof im Renaissancestil ausbauen, betätigte sich auch im Stift und der Stadt als Bauherr. Musste jedoch dem hessischen Landgrafen Wilhelm IV. weitere Rechte im Stiftsgebiet einräumen und dessen unehelichen Sohn Philipp Wilhelm von Cornberg in den Konvent aufnehmen. Seine Grabplatte blieb als einzige eines Hersfelder Abts erhalten und befindet sich in der Stiftsruine. |
| 65. | Crato II. (Kraft Weiffenbach)          | 1526–1595            | 1588–1592             | Sohn des Schultheissen von Niederaula, erklärt evangelisch gesinnt. 1544 Novize in Hersfeld, ab etwa 1575 Dechant des Stifts, bereits seit 1556 Propst von Kloster Göllingen und ab 1572 auch von Kloster Kreuzberg. Anfang 1588 von Ludwig V. zu seinem Koadjutor berufen. Seine Wahl wurde von Papst Sixtus V. und Kaiser Rudolf II. nicht anerkannt, verzichtete auf Druck von Landgraf Moritz von Hessen-Kassel schließlich auf sein Amt, behielt aber seine Pfründen als Propst. |
| 66. | Joachim (Joachim Roell)                | um 1550–1606         | 1592–1606             | Trat 1582 in den Hersfelder Konvent ein, war zuvor Kanonikus in seinem Heimatort Rasdorf und Pfarrer im fuldischen Hünfeld gewesen. Sein Eintritt gegen Widerstand der übrigen Konventualen nur mit Unterstützung des hessischen Landgrafen möglich. Nach Amtsverzicht seines Vorgängers als letzter Abt der Reichsabtei gewählt, erhielt auch die Anerkennung von Kaiser und Papst. Persönlicher Freund von Landgraf Moritz von Hessen-Kassel, setzte dessen Sohn, Erbprinz Otto von Hessen-Kassel als Koadjutor ein, damit de facto Übergang der Abtei nach seinem Tod an die Landgrafschaft. |

## Administratoren und Kommendatarabt
| #  | Administrator                                            | Lebensdaten | Amtszeit  | Bemerkungen |
| -- | -------------------------------------------------------- | ----------- | --------- | --- |
| 1. | Otto von Hessen-Kassel                                   | 1594–1617   | 1606–1617 | Erbprinz der Landgrafschaft Hessen-Kassel, Sohn von Landgraf Moritz von Hessen-Kassel. Im Alter von 10 Jahren 1604 Kanoniker im Stift Hersfeld und Koadjutor von Abt Joachim, nach dessen Tod als Administrator eingesetzt und damit erster weltlicher Herrscher des Stiftsgebiets. 1613 Heirat mit Katharina Ursula von Baden-Durlach, nach deren Tod 1615 zweite Heirat 1617 mit Agnes Magdalene von Anhalt-Dessau. Starb bald nach der Heirat in Hersfeld, entweder durch einen Unfall oder Selbstmord. |
| 2. | Wilhelm V. von Hessen-Kassel                             | 1602–1637   | 1617–1637 | Jüngerer Bruder von Erbprinz Otto, folgte nach dessen Tod als Administrator des Stifts, wurde während des Dreißigjährigen Kriegs 1627 Landgraf von Hessen-Kassel als Nachfolger seines Vaters nach dessen erzwungener Abdankung. Ab 1623 Besetzung des Hersfelder Stiftsgebiets durch kaiserliche Truppen unter Tilly und Vertreibung der reformierten hessischen Administration, Wiederbesiedlung mit katholischen Mönchen. 1631 Rückeroberung des Stiftsgebiets durch hessische Truppen.                 |
| 3. | Leopold Wilhelm von Österreich Kommendatarabt            | 1614–1662   | 1626–1648 | Sohn von Kaiser Ferdinand II., von seinem Vater zum Kommendatarabt von Hersfeld ernannt, musste nach Abschluss des Westfälischen Friedens 1648 auf das Amt verzichten, nachdem das Stiftsgebiet als Fürstentum Hersfeld der Landgrafschaft Hessen-Kassel zugesprochen worden war. |
| 4. | Johann Bernhard Schenk zu Schweinsberg Vizeadministrator | 1584–1632   | 1629–1632 | Fürstabt von Fulda, zum Administrator in Vertretung von Leopold von Österreich ernannt, hielt 1629 feierlich Einzug in Hersfeld, ließ sich von der Bürgerschaft huldigen und wies protestantische Prediger aus, musste 1631 vor schwedischen Truppen unter König Gustav II. Adolf fliehen, anschließend wieder Übergang des Stiftsgebiets an Landgraf Wilhelm V. |
| 5. | Wilhelm VI. von Hessen-Kassel                            | 1629–1663   | 1637–1648 | In der Nachfolge seines Vaters Administrator des Stifts, stand bis 1650 unter Vormundschaft seiner Mutter Amalie Elisabeth, erhielt das Stiftsgebiet im Westfälischen Frieden 1648 endgültig als nunmehr säkularisiertes Fürstentum Hersfeld zugesprochen, seither trugen die Landgrafen zusätzlich den Titel eines Fürsten von Hersfeld mit separatem Sitz und Stimme im Reichsfürstenrat. |